# Ultime Message
Pour plus de détails, voir Fiche technique et Distribution.
Ultime message (天才與白痴, Tian cai yu bai chi) est une comédie hongkongaise co-écrite et réalisée par Michael Hui, sortie le 21 août 1975 à Hong Kong, et qui est le deuxième film des frères Hui.
Cette comédie se hisse à la première place du box-office hongkongais de 1975, et fait partie des films marquant le retour du cantonais comme langue principale du divertissement à Hong Kong après les succès de La Maison des 72 locataires (1973) et Games Gamblers Play (1972, premier film des frères Hui).
La bande-originale du film est composée et interprétée par Sam Hui, une habitude pour les films des frères Hui.

## Synopsis
Un infirmier et un homme à tout faire, Tim (Michael Hui) et Lee (Sam Hui), travaillent dans un hôpital psychiatrique où ils plument tous les patients qui s’y trouvent. Un jour, un nouveau patient nommé Cheng Ming (Roy Chiao) est interné et arrive avec un sac qu'il refuse de quitter. Les deux compères parviennent à le voler et découvrent qu'il est rempli d'antiquités datant de la dynastie Ming (1368-1644) mais qui sont trop endommagés pour pouvoir être vendus. Cheng leur parle par la suite d'une certaine princesse et Tim et Lee en concluent qu'il doit savoir d'où viennent les objets antiques. Cheng meurt cependant avant d'avoir révélé son secret et ils se mettent en tête d’entrer en contact spirituel avec lui pour lui soutirer son secret. Ils découvrent alors que la princesse n'est autre que sa fille (Eileen Humphreys) qui leur dit que son père a en fait découvert une épave coulée. Tim et Lee se mettent alors en quête de la fortune et réussissent à récupérer de nombreuses antiquités qui se révèlent finalement fausses. Lee retourne finalement à son travail tandis que Tim perd la tête et finit interné dans l'hôpital.

## Distribution
- Michael Hui : Tim
- Sam Hui : l'infirmier Lee
- Ricky Hui : un serveur sur patins à roulettes (caméo)
- James Tien : un agent de la circulation
- Roy Chiao : Cheng Ming
- Ray Cordeiro : un policier
- Dean Shek : le réceptionniste d'hôtel
- Eileen Humphreys : la princesse
- Lau Yat-fan : le chef de la police
- Chiang Nan : l'antiquaire
- Siu Kam : le garde du corps arabe
- Wong Sam : Dr. Wong
- Fung Ngai : Mr. Chow
- Joseph Koo : le docteur en opération
- Tsang Cho-lam : Chan Keung
- Hao Li-jen : le malade mental qui meurt dans son lit
- Ho Pak-kwong : le préposé d'hôpital avec des crabes et des grenouilles
- Ching Siu-tung : l'étudiant plongeur
- Fung King-man : le malade mental Barbitone
- Kam Lau : la mère de Tim
- Chu Yau-ko : le malade mental qui a des troubles de l'alimentation
- Sai Gwa-Pau (en) : le malade mental qui aime la mort
- Hong Ka-yan : l'infirmier
- To Sam-ku : Mme. Chow
- The Lotus (en) : le groupe de musique
- Luk Chin : le prêtre catholique à l'hôpital